# Trinh nữ hoàng cung
Trinh nữ hoàng cung hay còn gọi náng lá rộng, tỏi lơi lá rộng, tây nam văn châu lan, tỏi Thái Lan, vạn châu lan hay thập bát học sỹ (danh pháp khoa học: Crinum latifolium) là một loài thực vật có hoa trong họ Amaryllidaceae. Loài này được L. miêu tả khoa học đầu tiên năm 1753. Đây loại cây ngày trước các Ngự y thường dùng để trị bệnh cho nữ còn trinh tiết nên mới có tên này.
Cây Trinh nữ hoàng cung có nguồn gốc từ Ấn Độ, sau trồng ở các nước vùng Đông Nam Á như Thái Lan, Lào, Malaysia, Việt Nam và phía Nam Trung Quốc…

## Mô tả
Trinh nữ hoàng cung là một loại cỏ, thân hành như củ hành tây to, đường kính 10–15 cm, bẹ lá úp nhau thành một thân giả dài khoảng 10–15 cm, có nhiều lá mỏng kéo dài từ 80–100 cm, rộng 5–8 cm, hai bên mép lá lượn sóng. Gân lá song song, mặt trên lá lỡm thành rãnh, mặt dưới lá có một sống lá nổi rất rõ, đầu bẹ lá nơi sát đất có màu đỏ tím.
Hoa mọc thành tán gồm 6-18 hoa, trên một cán hoa dài 30–60 cm. Cánh hoa màu trắng có điểm màu tím đỏ, từ thân hành mọc rất nhiều củ con có thẻ tách ra để trồng riêng dễ dàng.

## Thành phần hoá học
Có glucoalcaloid có tên latisolin, aglycon có tên latisodin, thân hình lúc cây đang ra hoa có pratorimin và pratosin là hai alcaloid pirolophenanthrindon mới cùng với những chất đã được biết như pratorinmin, ambelin và lycorin, một số dẫn chất alcaloid có tác dụng chống ung thư crinafolin và crinafolidin. Từ dịch ép của cánh hoa thu được 2 alcaloid mới có nhân pyrrolophennanthridin là 2-epilycorin và 2-epipancrassidin

## Công dụng và liều dùng
Theo kinh nghiệm dân gian, Lá cây trinh nữ hoàng cung để chữa những trường hợp u xơ, ung thư tử cung, u xơ và ung thư tiền liệt tuyến với cách sử dụng như sau: ngày uống nước sắc của ba lá trinh nữ hoàng cung hái tươi thái nhỏ ngắn 1–2 cm, sao khô màu hơi vàng, uống luôn trong 7 ngày, rồi nghỉ 7 ngày, sau đó uống tiếp 7 ngày nữa, lại nghỉ 7 ngày và uống tiếp 7 ngày. Tổng cộng 3 đợt uống là 63 lá, xen kẽ 2 đợt nghỉ uống, mỗi đợt 7 ngày.
Theo y học hiện đại, trong cây Trinh nữ hoàng cung Việt Nam có chứa những hoạt chất sinh học với khả năng ngăn chặn sự phát triển của tế bào u và kích thích tế bào lympho T hoạt động và phát triển. Đồng thời chỉ thấy có cây Trinh nữ hoàng cung Crinum latifolium L. mới có hoạt chất tác dụng hỗ trợ trị liệu chứng phì đại lành tính tuyến tiền liệt và u xơ tử cung và hoạt chất ức chế sự tăng trưởng của tễ bào ung thư (antitumor) như Crinafolidine, Crinafoline, Paratorimin.
Trong khi có tới 12 loại giống cây Trinh nữ hoàng cung đều thuộc họ náng Crinum, nhưng tác dụng cũng khác nhau ví dụ Trinh nữ hoàng cung Campuchia ngoài tác dụng giống Trinh nữ hoàng cung Việt Nam nhưng lại có thêm tác dụng tránh thai.
Các kết quả nghiên cứu dược lý cho thấy cao methanol của thân, rễ và cao chiết alkaloid toàn phần của trinh nữ hoàng cung đều có tác dụng ức chế phân bào. Trong mô hình gây u báng sacom và ung thư đùi ở chuột nhắt, hợp chất chứa cao này đã hạn chế sự phát triển của khối u và di căn tế bào. Một số alkaloid trong cây có hoạt tính sinh học như Lycorin ức chế proteine và DNA của tế bào chuột, đồng thời ức chế u báng cấy ở chuột. Trong thử nghiệm Lycorin làm giảm khả năng sống của tế bào u, làm ngừng sự phát triển của virus bại liệt, đó là ức chế các tiền chất cần thiết cho sự sinh trưởng của virus gây bệnh bại liệt…

## Hình ảnh

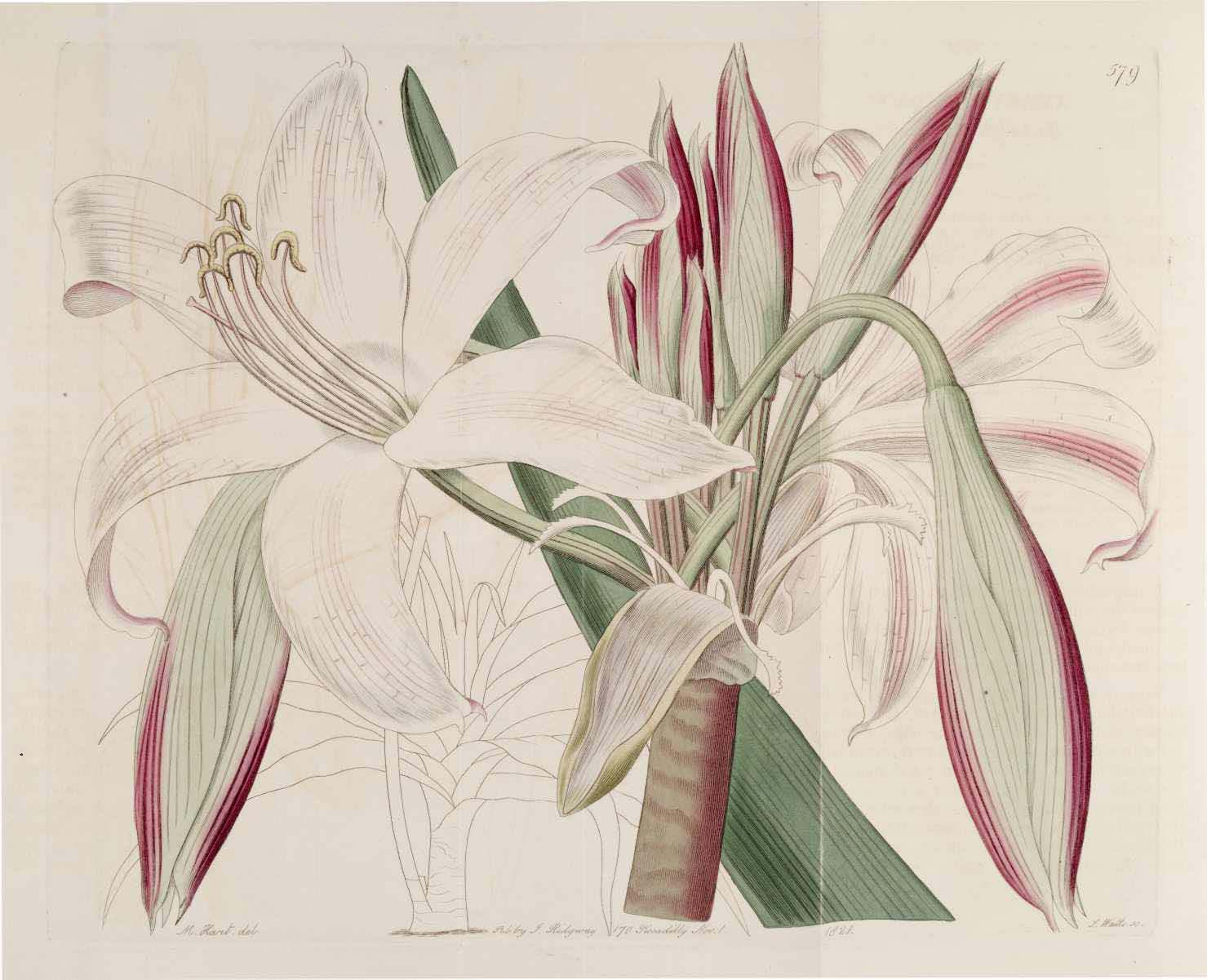
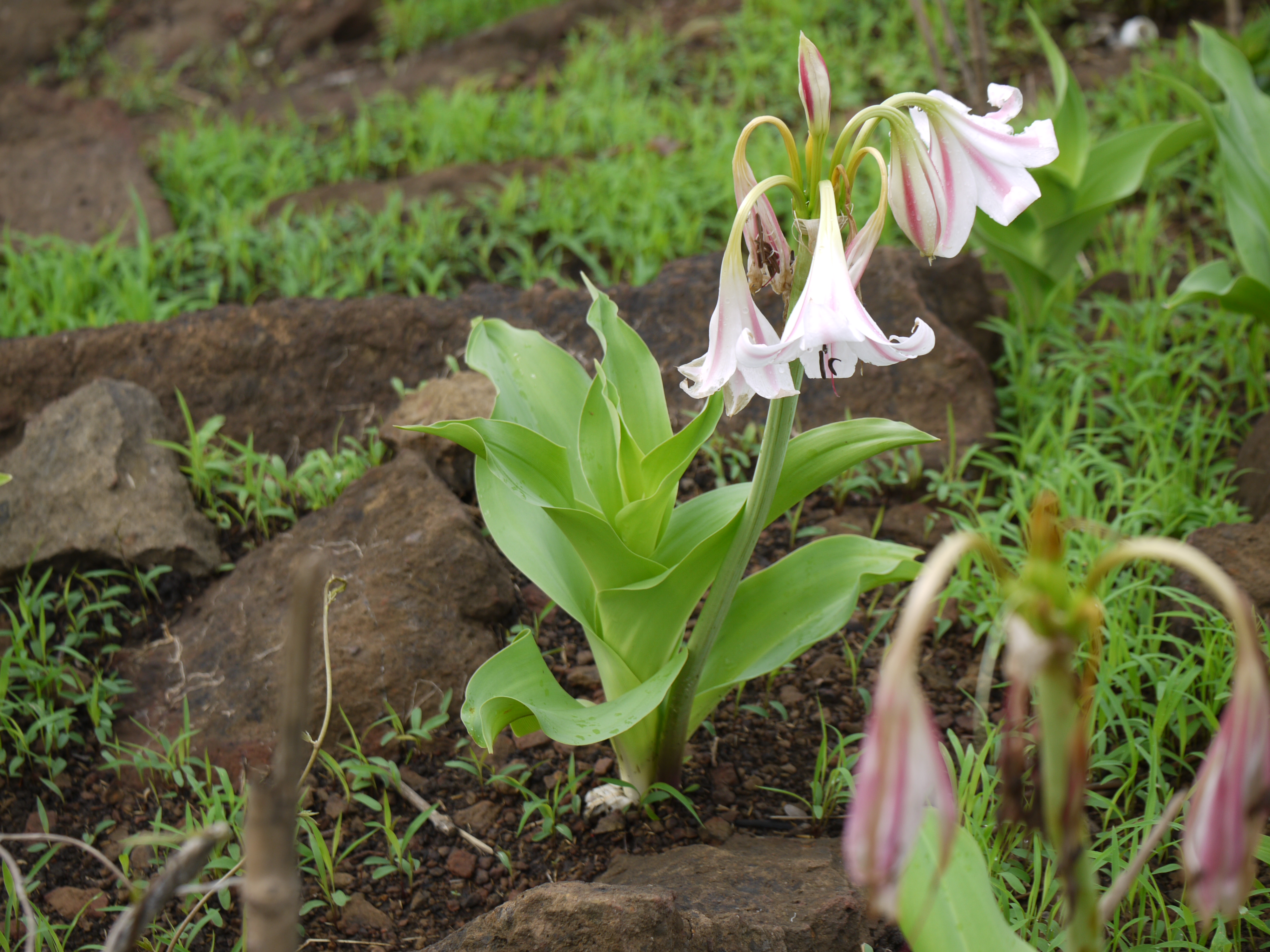
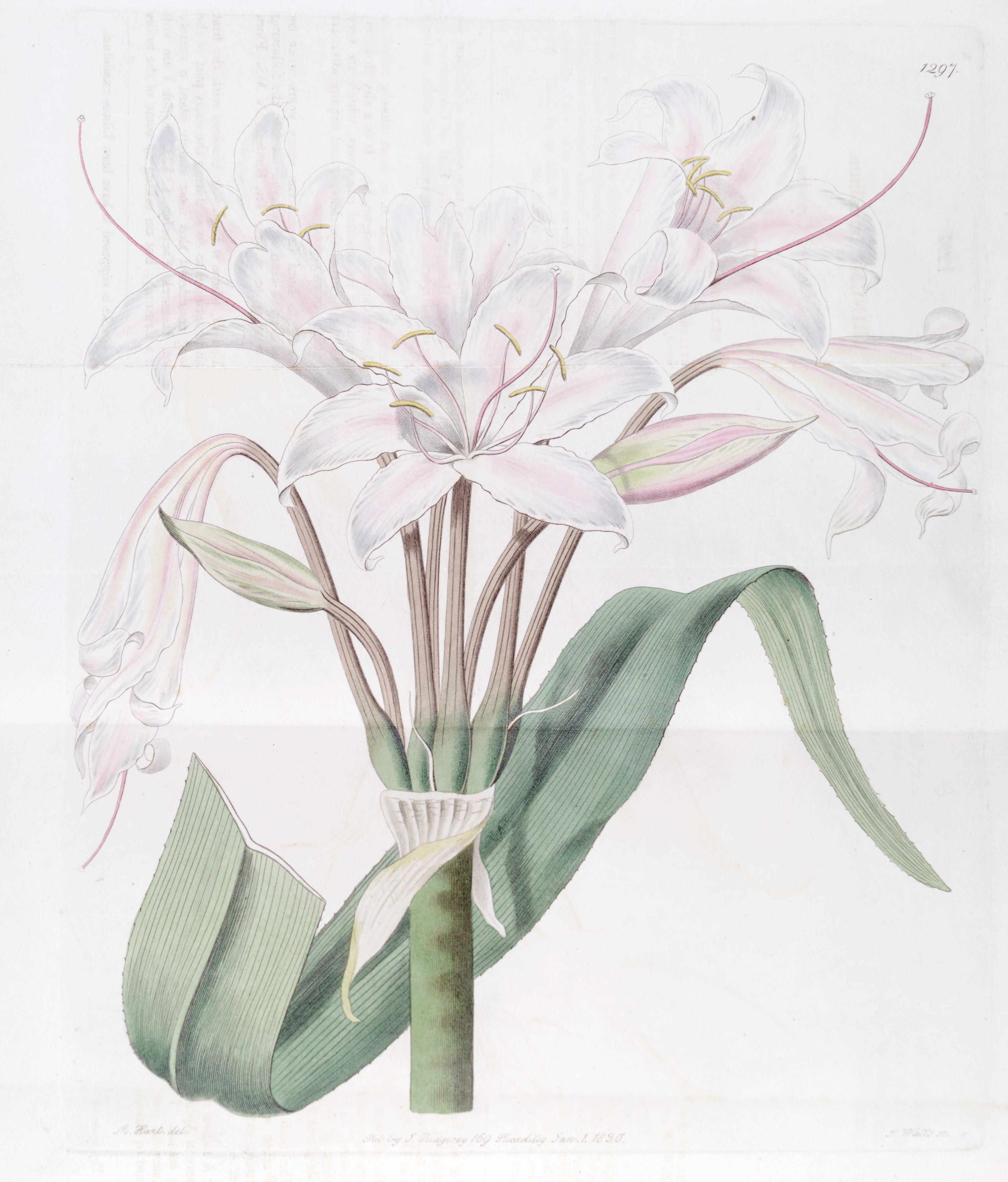

- Tập tin:It is a flower which has two color white red,known as LATA.jpg